# Shtisel
Shtisel (in yiddish: שטיסל) è una serie televisiva israeliana scritta da Ori Elon e Yehonatan Indursky, centrata su una famiglia di ebrei ultra-ortodossi che vive nel quartiere di Geula a Gerusalemme.

## Critica
La serie è stata considerata molto innovativa in Israele perché per la prima volta non ha ritratto la comunità ortodossa in un'ottica principalmente politica, ma ha rappresentato i protagonisti come persone normali, e con molta ironia.
Alcuni critici hanno argomentato che la serie ha contribuito a far entrare in contatto due settori della società israeliana molto separati e in opposizione: la comunità ultra-ortodossa e la maggioranza laica. Infatti, le comunità ultra-ortodosse evitano l'uso della televisione, ma si è saputo che una melodia cantata da uno dei personaggi (la nonna, Malka Shtisel) ha iniziato a circolare e a essere cantata all'interno dei quartieri ultra-ortodossi.

## Produzione e distribuzione
Creata e scritta da Ori Elon e Yehonatan Indursky, la serie è stata trasmessa in anteprima il 29 giugno 2013 dal canale televisivo israeliano yes Oh. Ha iniziato la distribuzione attraverso il servizio di streaming online Netflix nel 2018. La serie è alla sua terza stagione, le prime due composte da 12 episodi, e la terza da 9.
Nel maggio 2019 lo scrittore Yehonatan Indursky ha annunciato che lo show sarebbe stato rinnovato per una terza stagione. L'8 aprile 2020 il produttore della serie Dikla Barkai ha confermato che la produzione di una terza stagione di Shtisel, che doveva iniziare nel maggio 2020, è stata ritardata dalla pandemia di coronavirus.
La terza stagione - la cui uscita ha suscitato molte attese ed aspettative tra gli estimatori della serie - ha visto infine la luce ed è disponibile in Italia (sempre sulla piattaforma Netflix) con 9 nuovi episodi, a partire dal 25 marzo 2021. In Italia, la serie si è affermata proprio durante il lockdown: il suo successo è stato trainato da quello della miniserie Unorthodox, in cui compare una delle attrici, Shira Haas, seppure le due produzioni abbiano un approccio piuttosto differente nella narrazione dell'ebraismo tradizionalista.

## Trama

### Stagione1
Akiva Shtisel è un uomo Haredi di 26 anni, single, che vive con il padre, Shulem Shtisel, vedovo. Akiva inizia a lavorare come insegnante in una scuola elementare e si innamora di Elisheva Rotstein, la madre di uno studente della sua classe, rimasta vedova due volte. Chiede al sensale Königsberg di organizzare un incontro per loro, con grande disappunto del padre, che vuole che Akiva sposi una giovane donna mai sposata. Elisheva e Akiva si incontrano una volta su insistenza di Akiva, ma lei rifiuta di continuare. Shulem esorta Akiva a incontrare la diciannovenne Esti Gottlieb. Al secondo incontro, Akiva, ancora innamorato di Elisheva, dice di non essere ancora pronto per il matrimonio ed Esti scoppia a piangere. Di fronte al senso di colpa, Akiva propone a Esti di sposarsi e i due si fidanzano.
Giti Weiss, figlia e sorella degli Shtisel, saluta il marito Lippe Weiss, che parte per l'Argentina per sei mesi nell'ambito del suo lavoro di macellaio kosher. Il capo di Lippe racconta a Giti che è scappato con una donna laica. Giti è disonorata e cerca lavoro per mantenere i suoi cinque figli. Lavora come babysitter per una donna laica e poi si inventa una nuova professione facendo la cambiavalute in casa. Pur amandolo ancora, confessa alla figlia maggiore Ruchami le difficoltà a cui il marito li ha sottoposti, Ruchami si risente verso Lippe. In seguito, Lippe, sentendosi in colpa, decide di tornare a casa e cerca di farsi perdonare da Ruchami. Giti rifiuta di parlare del passato, ma la sua rabbia si manifesta in altri modi. Lippe torna a casa, ma il rimorso per quello che ha fatto alla famiglia, soprattutto a Giti non gli dà pace. Il risentimento di Ruchami nei confronti del padre raggiunge il culmine quando lei fa stampare dei manifesti, che gettano discredito sulla figura paterna, da affiggere sui muri del quartiere.
Zvi Arye, il fratello di Giti e Akiva, concorre per un posto di insegnante alla kolel, dove studia duramente, ma non ottiene il posto.
Nonna Malka, la madre di Shulem, vive in una casa di riposo ed è riuscita ad ottenere per la prima volta in vita sua una televisione, che Zvi Arye e Shulem trovano ripugnante e inventano molti modi per impedirle di vederla. Mantiene un rapporto di amicizia con una vicina di stanza.
Akiva trova lavoro come pittore. Dipinge per Leib Fuchs, un noto artista haredi. Il loro accordo consiste nel fatto che Akiva dipinge per lui e Fuchs vende i quadri come se fossero suoi.
Shulem ha una relazione (mangia i piatti alla scuola e a casa sua) con Aliza, una haredi divorziata che è la segretaria della sua scuola. Tuttavia, il suo rifiuto di chiarire le sue intenzioni con lei la spinge a cercare altrove. Questo finisce per spingere Shulem a fare un po' di incontri per conto suo.
Akiva, ancora dubbioso sul suo fidanzamento, si consulta con lo zio materno, Sucher, che ha annullato un matrimonio ed è rimasto single per tutta la vita. Lo zio dice ad Akiva di chiedere a Elisheva se lo ama. In una conversazione emozionante, lei gli dice che è troppo vecchia per lui e lo rifiuta ancora una volta. Nonostante ciò, Akiva informa il padre di Esti che non ama Esti quindi il padre di Esti annulla con rabbia il fidanzamento. Shulem, infuriato, caccia Akiva dalla sua casa. Akiva dorme in posti diversi, finché Shulem e Akiva si riconciliano.
Akiva continua a contattare Elisheva e alla fine lei ammette di amarlo. Akiva la convince a fidanzarsi promettendole un fidanzamento di sei mesi e prendendola con calma. Tuttavia, quando il contratto di fidanzamento viene firmato, Akiva lo fa per un solo mese. Dipinge un ritratto di lei e si rende conto di desiderare un matrimonio immediato. Elisheva preferirebbe trasferirsi a Londra e sfuggire alle aspettative della loro comunità. Dopo che Akiva chiede consiglio a Shulem e, così facendo, rivela i veri confini del loro fidanzamento, Shulem va a trovare Elisheva in segreto e le dice esplicitamente di lasciare Akiva da solo. Elisheva ritira bruscamente il figlio Israel da scuola e chiama Akiva dall'aeroporto, dicendo che sta partendo e che la loro relazione è finita. Rivela che Shulem le ha fatto visita. Questo provoca una nuova frattura e Akiva se ne va di nuovo da casa.
Giti è incinta del sesto figlio, ormai vicina all’ esaurimento nervoso pensa ad una clinica privata dove abortire. A Lippe racconta di aver bisogno di una pausa di sei giorni durante i quali sarà lui ad occuparsi dei bambini.
Improvvisamente, la famiglia si trova ad affrontare una crisi: Malka Shtisel subisce un incidente cadendo dalle scale mentre cerca di andare a guardare il suo programma televisivo preferito al piano di sotto, dopo aver rinunciato alla sua TV in seguito alle macchinazioni del figlio Shulem. La donna subisce un grave trauma cranico che la mette in pericolo di vita, perde i sensi e viene ricoverata in terapia intensiva. Preoccupata che possa morire, la famiglia si riunisce per sostenerla. Anche Giti interrompe le pratiche per abortire e di corsa corre al capezzale della nonna ferita.
Nel discorso per la festa del Siddur Shulem parla solo della recente perdita della madre, esempio di fede semplice e di cuore puro. Mostra il Libro dei Salmi di Malka nel quale sono contenuti i nomi dei figli, nipoti e parenti per i quali pregare, ma anche quello di Ridge figlio di Stefania, Brooks figlio di Cynthia, protagonisti della serie TV preferita.